# Topolje (żupania zagrzebska)
Topolje – wieś w Chorwacji, w żupanii zagrzebskiej, w mieście Ivanić-Grad. W 2011 roku liczyła 112 mieszkańców.